# Titan Saturn System Mission
El Titan Saturn System Mission (TSSM) va ser una proposta de missió de la NASA/ESA per a l'exploració de Saturn i les seves llunes Tità i Encèlad, on molts fenòmens complexos van ser revelats per la missió Cassini–Huygens. Amb un cost estimat de la NASA de $2,5 bilions (FY07), el TSSM va ser proposar per ser llançat en el 2020, assolir una assistència gravitatòria de la Terra i Venus, i arribar al sistema de Saturn en el 2029. Aquesta missió de quatre anys inclouria un tour de dos anys per Saturn, una fase de mostres aeri de 2 mesos a Tità, i una fase orbital de 20 mesos a Tità.
En el 2009, una missió a Júpiter i les seves llunes havia pres prioritat sobre la Titan Saturn System Mission.